# Accord de libre-échange entre le Mexique et l'AELE
L'accord de libre-échange entre le Mexique et l'AELE est un accord de libre-échange signé le 27 novembre 2000 et entré en application le 1er juillet 2001,,. C'est le premier accord de libre-échange de l'AELE. L'accord a fait l'objet d'un amendement en 2008. 
Par ce traité, le Mexique supprime au terme de 6 ans ses droits de douane sur les produits industriels venant de l'AELE, alors que l'AELE supprime ses droits de douane sur les produits industriels venant du Mexique dès 2001.